# Ang Panday (film 2017)
Ang Panday è un film del 2017, diretto e interpretato da Coco Martin. Fu distribuito nelle sale filippine il 25 dicembre 2017 in occasione del 43º Metro Manila Film Festival.